# Tyler Derraugh
Tyler Derraugh (Winnipeg, 19 juli 1986) is een Canadees voormalig langebaanschaatser. Hij was lid van Team CBA waarin hij traint onder Peter Mueller.
Derraugh maakte zijn internationale debuut op de wereldkampioenschappen schaatsen sprint 2010 waar hij zeventiende werd. Pas een jaar later deed hij voor het eerst mee aan de wereldbeker 2010/2011 op de 500 en 1000 meter. Vanaf 2011/2012 doet hij ook geregeld mee aan de massastart. Op zaterdag 8 december werd Derraugh tijdens de wereldbekerwedstrijd in Nagano vierde op de 1000 meter. Op 19 januari 2013 reed hij in Calgary voor het eerst onder de 1.08.
In de zomer van 2015 stopte Derraugh met zijn topsportcarrière.

## Persoonlijk records

### Schaatsen
| Afstand    | Tijd    | Datum           | Baan    |
| ---------- | ------- | --------------- | ------- |
| 500 meter  | 34,99   | 2 november 2013 | Calgary |
| 1000 meter | 1.07,97 | 19 januari 2013 | Calgary |
| 1500 meter | 1.45,90 | 2 november 2013 | Calgary |
| 3000 meter | 3.54,00 | 6 oktober 2012  | Hamar   |
| 5000 meter | 6.41,22 | 2 november 2012 | Calgary |

## Resultaten
| Jaar | WK sprint            | WK Afstanden | Wereldbeker             |
| ---- | -------------------- | ------------ | ----------------------- |
| 2010 | 17e (21, 17, 24, 13) |              |                         |
| 2011 |                      |              | 31e 500m 44e 1000m      |
| 2012 |                      |              | 33e 500m 26e massastart |
| 2013 | 15e (22, 9, 22, 10)  | 18e 1000m    |                         |
| 2014 | 13e (16, 11, 17, 9)  |              |                         |

(#, #, #, #) = afstandspositie op sprinttoernooi (500m, 1000m, 500m, 1000m)